# Lali en vivo
Lali En Vivo, ou como é escrito, #LaliEnVivo, é a terceira turnê ao vivo da cantora argentina Lali Espósito, direcionado à divulgação da discografia da artista, como os álbuns A Bailar e Soy, além dos singles que foram lançados após o fim da divulgação do segundo disco.

## Antecedentes
Após encerrar a intensiva divulgação dos singles do segundo álbum de estúdio, Soy, Lali inicia uma nova era ao lançar Una Na como parte do material novo, dando origem a um novo show diferente do visto na Soy Tour, o que segundo a cantora já não havia mais sentido chamá-lo assim.

## Setlist
Este repertório é representativo da apresentação no dia 03 de novembro de 2017, sem as canções com participação, que durou cerca de duas horas e quarenta minutos.
1. "Mi Religión"
2. "Te Siento"
3. "Unico"
4. "Boomerang"
5. "Tu Revolución"
6. "Del Otro Lado" / "Cielo Salvador" / "Desamor"
7. "Cree en Mi"
8. "Soy"
9. "Histeria"
10. "Una Na"
11. "Bomba"
12. "Lejos de Mi"
13. "Ego"
14. "Reina"
15. "Mueve"
16. "Amor es Presente"
17. "Mil años luz"
18. "Irresistible
19. "A Bailar"
20. "Roma - Bangkok"
21. "Asesina"
22. "Tu Sonrisa"
23. "Tu Novia"
24. "No Estoy Sola"

- No primeiro e segundo show foi performado a música "Tu Revolución" com a participação da cantora argentina Miss Bolivia que também cantou "Tomate el Palo" junto a Lali e Leo García.
- Ainda na primeira apresentação o cantor Nahuel Penissini cantou "Cree en Mi" com Espósito e "Princesa", faixa de sua autoria. Em "Mueve" o cantor espanhol Abraham Mateo subiu ao palco e performou junto a Lali. "Tu Sonrisa" foi apresentada no mesmo show como inédita.
- Na segunda apresentação no Luna Park foi apresentado a canção "Ego" e "Once Mil" junto ao cantor argentino Abel Pintos. No mesmo concerto a cantora performou "Irresistible" junto à Miranda!, uma dupla pop argentina, e na faixa "Asesina" junto a uma banda de rock nacional chamada A.N.I.M.A.L.

## Datas
| Data                      | Cidade         | País           | Local                        | Público | Arrecadação |
| ------------------------- | -------------- | -------------- | ---------------------------- | ------- | ----------- |
| América do Sul            |                |                |                              |         |             |
| 03 de novembro de 2017    | Buenos Aires   | Argentina      | Estádio Luna Park            | —       | —           |
| 10 de novembro de 2017    | Buenos Aires   | Argentina      | Estádio Luna Park            | —       | —           |
| 18 de novembro de 2017    | Rosário        | Argentina      | Teatro El Círculo            | —       | —           |
| 24 de novembro de 2017    | Córdoba        | Argentina      | Quality Espacio              | —       | —           |
| 9 de dezembro de 2017[B]  | Catriel        | Argentina      | Predio Acesso Sur            | —       | —           |
| 15 de dezembro de 2017[C] | San Juan       | Argentina      | Plaza Departamental          | —       | —           |
| 14 de janeiro de 2018[D]  | Federación     | Argentina      | Anfiteatro Juancho Garcilazo | —       | —           |
| 19 de janeiro de 2018[E]  | Mar del Plata  | Argentina      | Punta Mogotes                | —       | —           |
| 24 de february de 2018    | Buenos Aires   | Argentina      | teatro colon                 | —       | —           |
| 25 de february de 2018    | Buenos Aires   | Argentina      | teatro colon                 | —       | —           |
| 14 de abril de 2018[F]    | Chascomús      | Argentina      | Parque de los Libres del Sur | —       | —           |
| 21 de maio de 2018[G]     | General Alvear | Argentina      | Predio Ferial                | —       | —           |
| 24 de maio de 2018[H]     | Lima           | Peru           | Jockey Club                  | —       | —           |
| América do Norte          |                |                |                              |         |             |
| 13 de julho de 2018       | Miami          | Estados Unidos | Flamingo Theater             | —       | —           |
| Europa                    |                |                |                              |         |             |
| 21 de julho de 2018[I]    | Assago         | Itália         | Assago Milanofiori Forum     | —       | —           |
| 22 de julho de 2018[I]    | Assago         | Itália         | Assago Milanofiori Forum     | —       | —           |
| Ásia                      |                |                |                              |         |             |
| 24 de julho de 2018       | Tel Aviv       | Israel         | Heichal HaTarbut             | —       | —           |
| Europa                    |                |                |                              |         |             |
| 27 de julho de 2018       | Madrid         | Espanha        | La Riviera Club              | —       | —           |
| 28 de julho de 2018       | Barcelona      | Espanha        | Razzmatazz 2                 | —       | —           |
| america do sul brava tour |                |                |                              |         |             |
| 23 de agosto de 2018      | Buenos Aires   | argentina      | luna park                    | __      | __          |
| 24 de agosto d 2018       | Buenos Aires   | argentina      | luna park                    | __      | __          |
| 31 de agosto de 2018      | Córdoba        | argentina      | qualitty espacio             | __      | __          |

#### Festivais e outras apresentações
A Este show foi realizado em benefício da "Fiesta Buena Gente" da cidade referente em formato acústico.
B Este show faz parte do Festival Provincial do Petróleo na cidade Catriel município de Rio Negro.
C Este show faz parte da "Fiesta de Santa Lucía" da cidade referente.
D Este show faz parte do 34º Festival Nacional del Lago na cidade Federación, município de Entre Rios.
E Este show faz parte do 9º Festival da Canção Popular.
F Este show gratuito faz parte do projeto governamental  Acercate Festival.
G Este show faz parte da edição 2018 do festival de la Ganadería.
H Este show faz parte da 1ª edição do festival Radio Disney En Vivo no Peru.
I Este show faz parte do Milano Latin Festival 2018.